# Mount Carthew
Mount Carthew är ett berg i Kanada.   Det ligger i provinsen Alberta, i den södra delen av landet, 2 900 km väster om huvudstaden Ottawa. Toppen på Mount Carthew är 2 617 meter över havet, eller 343 meter över den omgivande terrängen. Bredden vid basen är 4,4 km.
Terrängen runt Mount Carthew är bergig åt sydost, men åt nordväst är den kuperad.Trakten runt Mount Carthew är nära nog obefolkad, med mindre än två invånare per kvadratkilometer..
I omgivningarna runt Mount Carthew växer i huvudsak barrskog.